# Calogero Volpe
Calogero Volpe, né à Montedoro le 15 août 1910, mort à Rome le 3 août 1976, est un homme politique italien.

## Biographie
Fils d'ouvrier travaillant dans le secteur soufrier avant de partir travailler à l'étranger, Calogero Volpe milite à l'Action catholique et devient chirurgien.
Il préside l'Office italien du soufre.
Avec Salvatore Aldisio et Giuseppe Alessi, il implante la Démocratie chrétienne naissante dans la province de Caltanissetta. Député sans interruption depuis l'Assemblée constituante de la République italienne jusqu'à sa mort, Calogero Volpe est l'homme fort de la Démocratie Chrétienne de cette province contre Alessi, et après avoir rejoint le courant d'Amintore Fanfani.
Il est sous-secrétaire d’État aux Transports dans les gouvernements Tambroni et Fanfani III (1960-1962). En 1964, il est appelé gouvernement Moro II à la Santé et le reste dans les cabinets suivants Moro III et Leone II. Après la chute de ce dernier, il devient sous-secrétaire d'État auprès du ministre des Postes dans les gouvernements Rumor I et II (1968-1970).
Il est maire de Montedoro jusqu'en 1975, date à laquelle il conduit la liste démocrate-chrétienne aux municipales à Palerme.
Décrit à la fin des années 1960 dans L'Ora comme membre de la mafia, Volpe poursuit en justice le journaliste Michele Pantaleone lequel est acquitté par le tribunal de Turin. En 1967, avec Bernardo Mattarella, il fait en revanche condamner Danilo Dolci pour les mêmes propos par le tribunal de Rome. Les deux démocrates chrétiens sont à nouveau cités comme membres de la mafia en 1996, par le boss repenti d'Altofonte, Francesco Di Carlo.
Il meurt à l'hôpital Gemelli de Rome.